# 陳村北站
陈村北站是广州地铁7号线的车站，位于中国广东省佛山市顺德区广珠西线高速公路与环镇东路之间的地底，在2022年5月1日随广州地铁7號線西延段开通而启用。
該站為广州地铁7號線往西進入佛山市順德區後的首个車站。

## 車站結構

### 車站樓層
本站共有三層，地面為车站各出入口，周边为广珠西线高速公路、环镇东路和附近建築，地下一層為站廳；地下二層為车站设备区；地下三层为广州7号线站台。另外目前車站亦已為佛山11號線預留部分結構。
| 地下一层 | 站厅                       | 售票機、客服中心、商店、警务室、安检设施 |  |  |
| 地下二层 | 设备区 （广州7号线）       | 车站设备                                 |  |  |
|          |                            | 預留 █佛山11号线                         |  |  |
|          | 預留島式站台部分結構       |                                          |  |  |
|          |                            | 預留 █佛山11号线                         |  |  |
| 地下三层 | 2 站台                     | █广州7号线 美的大道方向（下站：陈村）    |  |  |
|          | 岛式站台（卫生间、母婴室） |                                          |  |  |
|          | 1 站台                     | █广州7号线 燕山方向（下站：大洲）        |  |  |

### 站厅

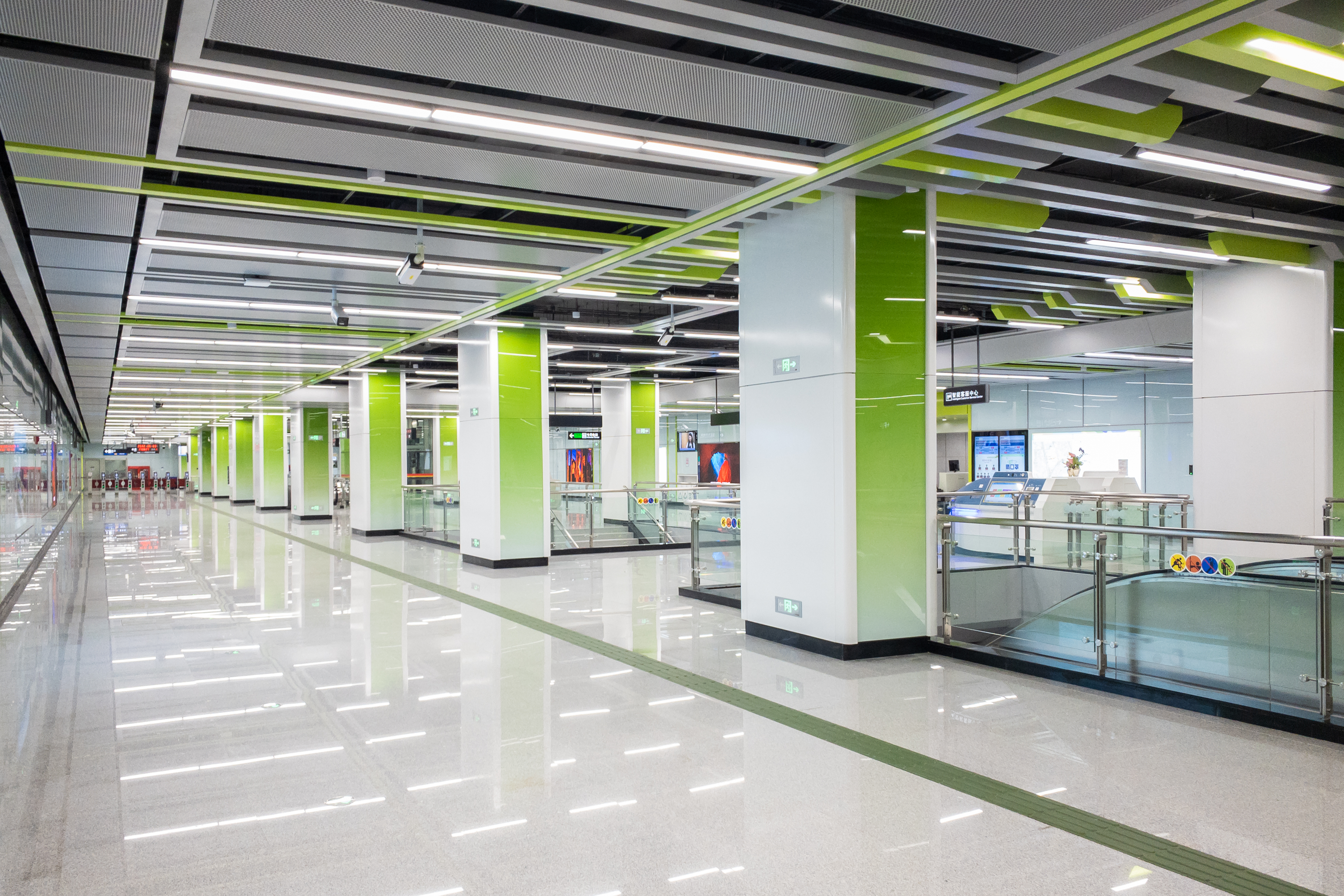
7号线站厅

陳村北站站厅设于地下一层，站厅主要设有售票机、智能客服中心等设施。
为方便行人进出，目前站厅东南侧被划分为收费区，收费区内设有多条扶手电梯、楼梯以及1台专用电梯以方便乘客来往月台层。

### 月台
本站广州7号线設有一個島式月台，位於广珠西线高速公路与环镇东路之间的地底。本站的卫生间及母婴室设于站台往美的大道方向的一端。

### 出入口
陈村北站启用时设有2个出入口供乘客进出。
|                                           |                                                       |      |          |                                                                                    |
| 編號                                      | 设施                                                  | 图像 | 出口指示 | 建議前往的目的地                                                                   |
| B                                         | 盲道标志 · 扶手电梯标志 · 无障碍通道标志 · 升降机标志 |      | 环镇东路 | 佛山市新兴业玻璃有限公司                                                           |
| F                                         | 盲道标志 · 扶手电梯标志                               |      | 环镇东路 | 莱茵工业园、浩清源水务环保有限公司、佛山市松川机械设备有限公司、地铁陈村北站公交站 |
| 註： 設有 \| 設有 \| 設有 \| 設有扶手電梯 |                                                       |      |          |                                                                                    |

## 接驳交通
| 巴士 \| 编号 \| 编号 \| 线路 \| 线路 \| 线路 \| 收费 \| 备注 \| \| ---- \| ---- \| ------------ \| ---- \| ---------- \| ---- \| ---- \| \| \| 356 \| 地铁陈村北站 \| ⇆ \| 二龙工业区 \| 2元 \| \| |      |              |      |            |      |      |
| 编号 | 编号 | 线路         | 线路 | 线路       | 收费 | 备注 |
| | 356  | 地铁陈村北站 | ⇆    | 二龙工业区 | 2元  |      |

## 历史
在广州7号线西延段规划初期，并没有设置本站。但后来佛山市軌道交通線網规划中增加11号线，广州7号线西延段便增设本站以配合与11号线的换乘。两线车站统一设计，分期建设。
2021年11月12日，本站的属地管理、调度指挥、设备设施使用管理“三权”移交予运营方。
2022年5月1日14时，本站随7号线西延段开通而启用。
2022年年末疫情期间，本站曾受防控措施影响，于11月28日至11月30日晚暂停服务。

## 未来发展
佛山地铁11号线将设有陈村北站，与广州7号线换乘。11号线車站主體将位於环镇东路西侧的地底。
11號線車站部分結構在广州7號線建設時已作出預留。待11號線車站主體部分續建完成和開通後，車站换乘節點以及11號線站廳和月台都將會啟用，乘客可在本站换乘兩線。
11號線將設有一個島式月台，位於廣州7號線月台的上方，與廣州7號線月台組成一個接近順時針旋轉90度的「T」字型。現時廣州7號線月台东端已預留位置，未來將增设扶梯和樓梯連接至地下二層的11號線月台。

### 未來車站結構
| 地下一层 | 站厅                           | 售票機、客服中心、商店、警务室、安检设施 |  |  |
| 地下二层 | 设备区 （广州7号线）           | 车站设备                                 |  |  |
|          | 3 站台                         | █佛山11号线 鹤洞东方向（下站：林岳东）   |  |  |
|          | 岛式站台                       |                                          |  |  |
|          | 4 站台                         | █佛山11号线 细滘方向（下站：陈村东）     |  |  |
| 地下三层 | 2 站台                         | █广州7号线 美的大道方向（下站：陈村）    |  |  |
|          | 岛式站台（公共洗手间、母婴室） |                                          |  |  |
|          | 1 站台                         | █广州7号线 燕山方向（下站：大洲）        |  |  |